# Hübnerit
Hübnerit ist ein relativ selten vorkommendes Mineral aus der Mineralklasse der „Oxide und Hydroxide“ mit der chemischen Zusammensetzung Mn2+WO4 und ist damit chemisch gesehen ein Manganwolframat.
Hübnerit kristallisiert im monoklinen Kristallsystem und entwickelt vorwiegend kurzprismatische bis tafelige Kristalle, aber auch körnige bis massige Aggregate von gelbbrauner, rotbrauner oder braunschwarzer, metallisch glänzender Farbe.
Hübnerit ist eines der Endglieder der Wolframit-Mischreihe, dessen anderes Endglied das Ferberit bildet.

## Etymologie und Geschichte
Laut der 1965 erfolgten Publikation durch Hermann Credner wurde Hübnerit erstmals durch Eug. Riotte im Enterprise- und Erie-Gang im Distrikt Mamoth im US-Bundesstaat Nevada entdeckt und beschrieben. Benannt wurde das Mineral nach Adolph Hübner, einem deutschen Bergbauingenieur und Metallurgen.

## Klassifikation
Bereits in der veralteten 8. Auflage der Mineralsystematik nach Strunz gehörte der Hübnerit zur Mineralklasse der „Oxide und Hydroxide“ und dort zur Abteilung der „MO2- und verwandte Verbindungen“, wo er zusammen mit Ferberit, Sanmartinit und dem inzwischen als Mischkristall diskreditierten Wolframit die „Wolframit-Reihe“ mit der System-Nr. IV/D.08 bildete.
Im Lapis-Mineralienverzeichnis nach Stefan Weiß, das sich aus Rücksicht auf private Sammler und institutionelle Sammlungen noch nach dieser alten Form der Systematik von Karl Hugo Strunz richtet, erhielt das Mineral die System- und Mineral-Nr. IV/D.16-10. In der „Lapis-Systematik“ entspricht dies der Abteilung „Oxide mit [dem Stoffmengen]Verhältnis Metall : Sauerstoff = 1 : 2 (MO2 & Verwandte)“, wo Hübnerit zusammen mit Ferberit, Heftetjernit, Huanzalait, Rossovskyit, Sanmartinit und dem inzwischen diskreditierten Wolframo-Ixiolith eine eigenständige, aber unbenannte Gruppe bildet (Stand 2018).
Die seit 2001 gültige und von der International Mineralogical Association (IMA) bis 2009 aktualisierte 9. Auflage der Strunz’schen Mineralsystematik ordnet den Hübnerit ebenfalls in die Abteilung der Oxide mit dem Stoffmengenverhältnis „Metall : Sauerstoff = 1 : 2 und vergleichbare“ ein. Diese ist allerdings weiter unterteilt nach der relativen Größe der beteiligten Kationen und der Kristallstruktur, so dass das Mineral entsprechend seiner Zusammensetzung und seinem Aufbau in der Unterabteilung „Mit mittelgroßen Kationen; Ketten kantenverknüpfter Oktaeder“ zu finden ist, wo es zusammen mit Ferberit, Heftetjernit, Krasnoselskit, Magnesiowolframit und Sanmartinit ebenfalls die „Wolframit-Gruppe“ mit der System-Nr. 4.DB.30 bildet.
Die vorwiegend im englischen Sprachraum gebräuchliche Systematik der Minerale nach Dana ordnet den Hübnerit im Gegensatz zu den Strunz’schen Systematiken in die Klasse der „Phosphate, Arsenate und Vanadate“ und dort in die Abteilung der „Molybdate und Wolframate“ ein. Hier ist er allerdings ebenfalls zusammen mit Ferberit, Heftetjernit, Sanmartinit und Wolframit in der „Wolframit-Reihe“ mit der System-Nr. 48.01.01 innerhalb der Unterabteilung der „Wasserfreien Molybdate und Wolframate mit A XO4“ zu finden.

## Kristallstruktur
Hübnerit kristallisiert im monoklinen Kristallsystem in der Raumgruppe P2/c (Raumgruppen-Nr. 13) mit den Gitterparametern a = 4,82 Å, b = 5,75 Å, c = 4,99 Å und β = 91,2° sowie zwei Formeleinheiten pro Elementarzelle.

## Bildung und Fundorte
Hübnerit bildet sich ebenso wie Ferberit entweder durch hydrothermale Vorgänge in Greisen oder in Skarnen oder in magmatischen Gesteinen wie Pegmatiten oder Graniten. Begleitminerale sind Arsenopyrit, Fluorit, Kassiterit, Molybdänit, Rhodochrosit, Scheelit, Topas und verschiedene Turmaline.
Fundorte sind unter anderem Tamanrasset in Algerien; Catamarca in Argentinien; New South Wales und Tasmanien in Australien; Departamento La Paz, Departamento Oruro und Departamento Potosí in Bolivien; Brasilien; Coquimbo in Chile; Hunan in der Volksrepublik China; Baden-Württemberg, Niedersachsen, Sachsen und Sachsen-Anhalt in Deutschland; verschiedene Regionen in Frankreich; Piemont, Sardinien und die Toskana in Italien; Honshū in Japan; British Columbia in Kanada; Maniema in der Demokratischen Republik Kongo; Antananarivo auf Madagaskar; Chihuahua und Durango in Mexiko; Salzburg in Österreich; Böhmen und Mähren in Tschechien; sowie Arizona, Colorado, Connecticut, Kalifornien und andere Staaten in den USA.

## Verwendung
Hübnerit ist ein wichtiges Wolfram-Erz.